# Yvon Okemba
Yvon Okemba (ur. 5 lutego 1966) – kongijski piłkarz grający na pozycji obrońcy. W swojej karierze rozegrał 6 meczów w reprezentacji Konga.

## Kariera klubowa
Swoją karierę piłkarską Okemba rozpoczął w klubie Inter Club Brazzaville, W 1991 roku wyjechał do Niemiec, gdzie grał w takich klubach jak: Kickers Emden (1991-1995), Concordia Ihrhove (1995-1997), Germania Leer (1997-2001), Süderneulander SV (2002-2003) i SuS Steenfelde (2006-2007).

## Kariera reprezentacyjna
W reprezentacji Konga Okemba zadebiutował 18 sierpnia 1990 w wygranym 1:0 meczu kwalifikacji do Pucharu Narodów Afryki 1992 z Malawi, rozegranym w Lilongwe. W 1992 roku został powołany do kadry na Puchar Narodów Afryki 1992. Na tym turnieju rozegrał jeden mecz, ćwierćfinałowy z Ghaną (1:2). Od 1990 do 1996 wystąpił w kadrze narodowej 6 razy.